# Elasona (gmina)
Elasona (gr. Δήμος Ελασσόνας, Dimos Elasonas) – gmina w Grecji, w administracji zdecentralizowanej Tesalia-Grecja Środkowa, w regionie Tesalia, w jednostce regionalnej Larisa. W 2011 roku liczyła 32 121 mieszkańców. Powstała 1 stycznia 2011 roku w wyniku połączenia dotychczasowych gmin: Antichasia, Elasona, Liwadi, Olimbos, Potamia i Sarandaporo oraz wspólnot: Werdikusa, Karia i Tsaritsani. Siedzibą gminy jest Elasona.